# Construction géométrique
En géométrie, la construction d’une figure est un procédé permettant d’en obtenir une représentation à l’aide d’outils de tracé ou en utilisant d’autres phénomènes physiques.
En géométrie plane, cette construction est souvent fondée sur l’utilisation de la règle et du compas, ce qui mène à la question de la constructibilité de certaines longueurs ou certains angles à partir d’un segment unité. D’autres outils tels que l’équerre et le rapporteur servent également, notamment dans un contexte scolaire. Certaines techniques de pliage héritées de la tradition des origamis permettent d’obtenir des constructions supplémentaires comme la trisection de l'angle. D’autres procédés reposent sur l’intersection de courbes, en particulier pour le tracé point par point.
En géométrie dans l'espace, la construction d’un solide peut passer par la réalisation d’un patron avant montage tridimensionnel. D’autres formes proviennent de la rotation ou de la translation d’une courbe, voire par dilatation par homothétie.